# (37426) 2001 YU69
2001 YU69 (asteroide 37426) é um asteroide da cintura principal. Possui uma excentricidade de 0.04260360 e uma inclinação de 11.07728º.
Este asteroide foi descoberto no dia 18 de dezembro de 2001 por LINEAR em Socorro.